# Varsel om uppsägning
Varsel om uppsägning är ett begrepp inom svensk arbetsrätt, som innebär att en arbetsgivare förvarnar om en större mängd uppsägningar inom företaget. Om minst fem arbetstagare är berörda vid ett tillfälle eller om arbetsgivaren tror att fler än tjugo arbetstagare kommer att beröras under en nittiodagarsperiod skulle detta varsel fram till och med 31 december 2007 anmälas till Länsarbetsnämnden, men sedan 1 januari 2008 till Arbetsförmedlingen.
Beroende på varslets storlek krävs viss framförhållning: ju fler som berörs av driftsinskränkningen, desto tidigare ska varslet komma. Lagen kan dock ge dispens från denna regel om det finns omständigheter, som arbetsgivaren inte hade kunnat förutse.
| Antal berörda arbetstagare | Senaste tidpunkt för varsel |
| -------------------------- | --------------------------- |
| 5-25                       | senast två månader innan    |
| 26-100                     | senast fyra månader innan   |
| 101-                       | senast sex månader innan    |

En anmälan om varsel ska innehålla information som exempelvis:
- Skälen till de planerade uppsägningarna
- Antal arbetstagare som sägs upp och vilka kategorier de tillhör
- När uppsägningarna kommer att äga rum

Arbetsgivaren ska också komplettera varslet med information om:
- Vilka arbetstagare som berörs av uppsägning
- Relevant information från MBL-förhandlingar
- Kopia på underrättelse om uppsägningar till motpart (till exempel fackförening eller arbetstagare)